# Lygodactylus scorteccii
Lygodactylus scorteccii är en ödleart som beskrevs av  Pasteur 1959. Lygodactylus scorteccii ingår i släktet Lygodactylus och familjen geckoödlor. Inga underarter finns listade i Catalogue of Life.